# جورج راتكوفيكز
جورج راتكوفيكز (بالإنجليزية: George Ratkovicz)‏ مواليد 13 نوفمبر 1922 في شيكاغو - الوفاة 10 نوفمبر 2007، كان لاعب كرة سلة أمريكي. بدأ مسيرته الاحترافية في سنة 1941. بلغ طوله 6 قدم 6 بوصة (2.0 م). اعتزل اللعب في 1955.

## المسيرة الاحترافية
لعب مع سكرامنتو كينغز في موسم 1947–1948، ثم لعب مع أتلانتا هوكس في موسم 1948–1949، ثم لعب مع فيلادلفيا سفنتي سيكسرز من سنة 1949 إلى 1952، ثم لعب مع بالتيمور باليتس في سنة 1952، ثم لعب مع أتلانتا هوكس من سنة 1952 إلى 1955.

## روابط خارجية
- جورج راتكوفيكز على موقع إن بي أي (الإنجليزية)
- جورج راتكوفيكز على موقع سبورتس رفرنس (الإنجليزية)
- جورج راتكوفيكز على موقع ريلجم (الإنجليزية)
- جورج راتكوفيكز على موقع بروبوليرز (الإنجليزية)
- جورج راتكوفيكز على موقع سبورتس رفرنس (الإنجليزية)